# Aleisha Allen
Aleisha LaNaé Allen, född 28 april 1991 i Bronx, New York, är en amerikansk skådespelare.

## Filmografi
- 2007 – Are We Done Yet?
- 2005 – Are We There Yet?
- 2003 – School of Rock
- 2001 – Elmo's Magic Cookbook
- 2000 – Blue's Big Musical Movie (Röst)
- 1999 – The Best Man

Allen har även medverkat i TV-serier som Blue's Clues och Out of the Box.